# Rekordy mistrzostw Polski seniorów w lekkoatletyce
Rekordy mistrzostw Polski seniorów w lekkoatletyce – najlepsze rezultaty uzyskane przez zawodników w historii mistrzostw Polski seniorów od pierwszej edycji imprezy w roku 1920.

## Mężczyźni
| Konkurencja                   | Wynik     | Zawodnik                                                            | Klub sportowy         | Data             | Miejsce        | Edycja MP |
| ----------------------------- | --------- | ------------------------------------------------------------------- | --------------------- | ---------------- | -------------- | --------- |
| Bieg na 100 m                 | 10,15     | Piotr Balcerzak                                                     | Skra Warszawa         | 2 lipca 1999     | Kraków         | MP 1999   |
| Bieg na 200 m                 | 20,43     | Marcin Jędrusiński                                                  | Olimpia Poznań        | 21 lipca 2002    | Szczecin       | MP 2002   |
| Bieg na 400 m                 | 45,11     | Jakub Krzewina                                                      | WKS Śląsk Wrocław     | 30 lipca 2014    | Szczecin       | MP 2014   |
| Bieg na 800 m                 | 1:45,70   | Michał Rozmys                                                       | UKS Barnim Goleniów   | 22 lipca 2017    | Białystok      | MP 2017   |
| Bieg na 1500 m                | 3:37,4h   | Henryk Wasilewski                                                   | Orkan Poznań          | 31 lipca 1977    | Bydgoszcz      | MP 1977   |
| Bieg na 5000 m                | 13:36,5h  | Jerzy Kowol                                                         | Górnik Zabrze         | 31 lipca 1977    | Bydgoszcz      | MP 1977   |
| Bieg na 10 000 m              | 28:21,77  | Maciej Megier                                                       | SKLA Sopot            | 26 kwietnia 2025 | Warszawa       | MP 2025   |
| Bieg na 5 km                  | 13:59     | Henryk Szost                                                        | WKS Grunwald Poznań   | 2 czerwca 2012   | Warszawa       | MP 2012   |
| Bieg na 10 km                 | 28:55     | Marcin Chabowski                                                    | WKS Flota Gdynia      | 6 sierpnia 2011  | Gdańsk         | MP 2011   |
| Półmaraton                    | 1:02:06   | Mateusz Kaczor                                                      | RLTL Optima Radom     | 24 marca 2024    | Warszawa       | MP 2024   |
| Maraton                       | 2:10:34   | Antoni Niemczak                                                     | WKS Śląsk Wrocław     | 6 kwietnia 1986  | Dębno          | MP 1986   |
| Bieg na 110 m przez płotki    | 13,25     | Damian Czykier                                                      | KS Podlasie Białystok | 11 czerwca 2022  | Suwałki        | MP 2022   |
| Bieg na 110 m przez płotki    | 13,25     | Jakub Szymański                                                     | SKLA Sopot            | 28 czerwca 2024  | Bydgoszcz      | MP 2024   |
| Bieg na 400 m przez płotki    | 48,89     | Paweł Januszewski                                                   | Skra Warszawa         | 5 sierpnia 2000  | Kraków         | MP 2000   |
| Bieg na 3000 m z przeszkodami | 8:19,2h   | Bronisław Malinowski                                                | Olimpia Grudziądz     | 20 lipca 1974    | Warszawa       | MP 1974   |
| Skok wzwyż                    | 2,34      | Michał Bieniek                                                      | AZS-AWF Wrocław       | 26 czerwca 2005  | Biała Podlaska | MP 2005   |
| Skok o tyczce                 | 5,85      | Piotr Lisek                                                         | OSOT Szczecin         | 23 lipca 2017    | Białystok      | MP 2017   |
| Skok w dal                    | 8,16      | Krzysztof Łuczak                                                    | Piast Głogów          | 20 czerwca 1997  | Bydgoszcz      | MP 1997   |
| Trójskok                      | 17,19     | Zdzisław Hoffmann                                                   | WKS Śląsk Wrocław     | 27 czerwca 1983  | Bydgoszcz      | MP 1983   |
| Pchnięcie kulą                | 21,85     | Michał Haratyk                                                      | Sprint Bielsko-Biała  | 22 lipca 2018    | Lublin         | MP 2018   |
| Rzut dyskiem                  | 67,48     | Piotr Małachowski                                                   | WKS Śląsk Wrocław     | 8 lipca 2010     | Bielsko-Biała  | MP 2010   |
| Rzut młotem                   | 82,82     | Paweł Fajdek                                                        | Agros Zamość          | 25 czerwca 2021  | Poznań         | MP 2021   |
| Rzut oszczepem (nowy model)   | 88,09     | Marcin Krukowski                                                    | Warszawianka          | 21 lipca 2017    | Białystok      | MP 2017   |
| Rzut oszczepem (stary model)  | 87,54     | Dariusz Adamus                                                      | WKS Śląsk Wrocław     | 27 czerwca 1983  | Bydgoszcz      | MP 1983   |
| Dziesięciobój                 | 8333 pkt. | Paweł Wiesiołek                                                     | Warszawianka          | 27 czerwca 2021  | Warszawa       | MP 2021   |
| Chód na 20 km                 | 1:19:14   | Robert Korzeniowski                                                 | AZS-AWF Katowice      | 20 czerwca 1992  | Warszawa       | MP 1992   |
| Chód na 50 km                 | 3:43:55   | Rafał Augustyn                                                      | Sokół Mielec          | 21 marca 2015    | Dudince        | MP 2015   |
| sztafeta 4 × 100 m            | 39,16     | Krzysztof Jabłoński Mateusz Pluta Marcin Nowak Dariusz Kuć          | AZS-AWF Kraków        | 5 lipca 2008     | Szczecin       | MP 2008   |
| sztafeta 4 × 400 m            | 3:03,16   | Marcin Jędrusiński Jacek Bocian Robert Maćkowiak Piotr Rysiukiewicz | WKS Śląsk Wrocław     | 4 lipca 1999     | Kraków         | MP 1999   |

## Kobiety
| Konkurencja                   | Wynik    | Zawodnik                                                          | Klub sportowy             | Data             | Miejsce        | Edycja MP |
| ----------------------------- | -------- | ----------------------------------------------------------------- | ------------------------- | ---------------- | -------------- | --------- |
| Bieg na 100 m                 | 10,93    | Ewa Kasprzyk                                                      | Olimpia Poznań            | 27 czerwca 1986  | Grudziądz      | MP 1986   |
| Bieg na 200 m                 | 22,43    | Irena Szewińska                                                   | Polonia Warszawa          | 20 lipca 1974    | Warszawa       | MP 1974   |
| Bieg na 400 m                 | 50,72    | Natalia Kaczmarek                                                 | AZS AWF Wrocław           | 25 czerwca 2021  | Poznań         | MP 2021   |
| Bieg na 800 m                 | 1:59,89  | Jolanta Januchta                                                  | Gwardia Warszawa          | 1 września 1980  | Łódź           | MP 1980   |
| Bieg na 1500 m                | 4:06,96  | Renata Pliś                                                       | Maraton Świnoujście       | 17 czerwca 2012  | Bielsko-Biała  | MP 2012   |
| Bieg na 3000 m                | 8:58,26  | Celina Sokołowska                                                 | Wisła Kraków              | 12 sierpnia 1979 | Poznań         | MP 1979   |
| Bieg na 5000 m                | 15:34,87 | Wioletta Janowska                                                 | AZS-AWF Kraków            | 2 lipca 2004     | Bydgoszcz      | MP 2004   |
| Bieg na 10 000 m              | 31:52,11 | Dorota Gruca                                                      | Agros Zamość              | 8 maja 2004      | Police         | MP 2004   |
| Bieg na 5 km                  | 15:52    | Dominika Nowakowska                                               | LKB im. Braci Petk Lębork | 2 czerwca 2012   | Warszawa       | MP 2012   |
| Bieg na 10 km                 | 33:34    | Iwona Lewandowska                                                 | LKS Vectra-DGS Włocławek  | 27 maja 2012     | Bielsko-Biała  | MP 2012   |
| Maraton                       | 2:26:08  | Aleksandra Lisowska                                               | AZS UWM Olsztyn           | 18 kwietnia 2021 | Dębno          | MP 2021   |
| Bieg na 100 m przez płotki    | 12,62    | Pia Skrzyszowska                                                  | AZS-AWF Warszawa          | 11 czerwca 2022  | Suwałki        | MP 2022   |
| Bieg na 400 m przez płotki    | 54,53    | Anna Jesień                                                       | AZS-AWF Warszawa          | 25 czerwca 2005  | Biała Podlaska | MP 2005   |
| Bieg na 3000 m z przeszkodami | 9:25,98  | Aneta Konieczek                                                   | WMLKS Nadodrze Powodowo   | 24 czerwca 2021  | Poznań         | MP 2021   |
| Chód na 20 km                 | 1:30:56  | Agnieszka Dygacz                                                  | AZS-AWF Katowice          | 17 września 2011 | Warszawa       | MP 2011   |
| Skok wzwyż                    | 1,98     | Kamila Lićwinko                                                   | Podlasie Białystok        | 20 lipca 2015    | Kraków         | MP 2015   |
| Skok o tyczce                 | 4,80     | Anna Rogowska                                                     | SKLA Sopot                | 1 sierpnia 2009  | Bydgoszcz      | MP 2009   |
| Skok w dal                    | 6,96     | Anna Włodarczyk                                                   | AZS Warszawa              | 22 czerwca 1984  | Lublin         | MP 1984   |
| Trójskok                      | 14,27    | Małgorzata Trybańska                                              | Warszawianka              | 10 lipca 2010    | Bielsko-Biała  | MP 2010   |
| Pchnięcie kulą                | 19,58    | Ludwika Chewińska                                                 | Gwardia Warszawa          | 26 czerwca 1976  | Bydgoszcz      | MP 1976   |
| Rzut dyskiem                  | 63,78    | Renata Katewicz                                                   | WLKS Siedlce              | 26 czerwca 1994  | Piła           | MP 1994   |
| Rzut młotem                   | 80,79    | Anita Włodarczyk                                                  | RKS Skra Warszawa         | 23 lipca 2017    | Białystok      | MP 2017   |
| Rzut oszczepem (nowy model)   | 63,93    | Maria Andrejczyk                                                  | Hańcza Suwałki            | 27 czerwca 2024  | Bydgoszcz      | MP 2024   |
| Rzut oszczepem (stary model)  | 62,76    | Bernadetta Blechacz                                               | Lechia Gdańsk             | 11 sierpnia 1979 | Poznań         | MP 1979   |
| Siedmiobój                    | 6494     | Kamila Chudzik                                                    | AZS-AWFiS Gdańsk          | 7 czerwca 2008   | Zielona Góra   | MP 2008   |
| Sztafeta 4 × 100 metrów       | 44,59    | Elżbieta Brzykca Małgorzata Dunecka Jolanta Janota Ewa Pisiewicz  | Start Lublin              | 14 sierpnia 1988 | Grudziądz      | MP 1988   |
| Sztafeta 4 × 400 metrów       | 3:31,33  | Dominika Muraszewska Weronika Wyka Emilia Ankiewicz Joanna Jóźwik | AZS-AWF Warszawa          | 23 lipca 2017    | Białystok      | MP 2017   |

do uzupełnienia